# Rundblatt-Labkraut
Das Rundblatt-Labkraut oder Rundblättrige Labkraut (Galium rotundifolium) ist eine Pflanzenart aus der Gattung der Labkräuter (Galium) innerhalb der Familie der Rötegewächse (Rubiaceae).

## Beschreibung

### Vegetative Merkmale
Das Rundblatt-Labkraut ist eine kleine, immergrüne, ausdauernde krautige Pflanze, die Wuchshöhen von etwa 15, selten bis 30 Zentimetern erreicht. Die aufsteigenden Stängel sind schlaff.
An jedem Knoten stehen genau vier Laubblätter. Innerhalb der Gattung sind für diese Art die breit-elliptischen oder eiförmigen Blattspreiten typisch, die höchstens 2,5-mal so lang wie breit sind. Die Blattränder sind mit feinen Stachelspitzen besetzt bis weiß-borstig behaart. Außer dem Mittelnerv sind noch zwei weitere Seitennerven, die vom Blattgrund in einem Bogen bis fast zur Blattspitze gehen, zu sehen, so dass die Laubblätter dreinervig aussehen.

### Generative Merkmale
Die kleinen weißen Blüten stehen in einer lockeren, endständigen, etwa schirmförmigen Thyrse. Die Blütezeit liegt je nach Standort zwischen Juni und September. 
Die Früchte sind mit hakigen Borsten besetzt.
Die Chromosomenzahl beträgt 2n = 22.

## Ökologie
Beim Rundblättrigen Labkraut handelt es sich um einen mesomorphen Chamaephyten. Das Rundblättrige Labkraut ist ein Moderhumus-Wurzler.
Die Bestäubung erfolgt durch Insekten oder es erfolgt Selbstbestäubung.
Die Ausbreitung der Diasporen erfolgt über den Wind oder Klettausbreitung sowie Verdauungsausbreitung.

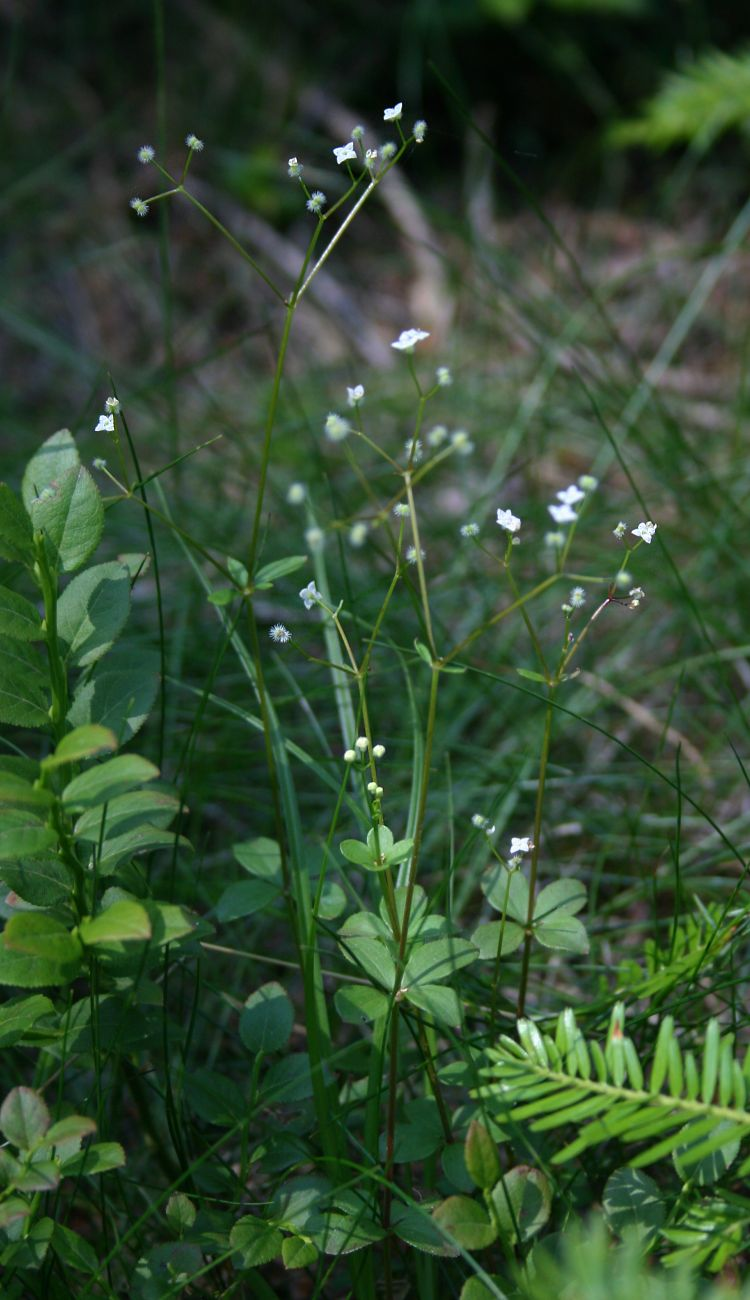
Rundblättriges Labkraut (Galium rotundifolium)

## Vorkommen
Das Verbreitungsgebiet des Rundblättrigen Labkrautes reicht von Europa bis Afghanistan und umfasst außerdem Marokko, das nördliche Borneo, Java und von Bangladesch bis Vietnam. Es kommt nur in den gemäßigten Regionen Europas vor. In den Allgäuer Alpen steigt es am Bolsterlanger Horn in Bayern in Höhenlagen bis zu 1540 Meter auf.
Das Rundblatt-Labkraut gedeiht vor allem in Fichten- und Tannenmischwäldern und in Fichtenforsten. In den Gebirgen ist es verbreitet, ansonsten kommt es nur sehr zerstreut vor. Es wächst in Mitteleuropa zerstreut, aber gesellig in moosreichen Wäldern, auf frischen, mäßig nährstoffreichen, basenreichen, kalkarmen, mäßig sauren modrig-humosen Lehm- und Tonböden in humider Klimalage. Es ist eine Art des Unterverbands Galio-Abietenion, kommt aber auch in Gesellschaften des Unterverbands Lonicero-fagenion vor. Es ist eine Schattenpflanze.

## Systematik
Die Erstveröffentlichung von Galium rotundifolium erfolgte 1753 durch Carl von Linné. Synonyme von Galium rotundifolium L. sind: Galium rotundum Thunb. nom. superfl., Trichogalium rotundifolium (L.) Fourr., Galium rotundifolium var. hirsutum Ten., Galium decipiens Ehrh. nom. illeg., Galium linckii J.F.Gmel., Galium rotundifolium var. decipiens Nyman, Galium rotundifolium var. batallae O.Bolòs & Vigo, Galium rotundifolium subsp. hirsutum (Ten.) Brullo, Scelsi & Spamp., Galium rotundifolium var. lanceolatum Kuntze.
Einige Taxa wurden kontrovers diskutiert und als eigene Arten, Varietäten oder Synonyme aufgefasst. Es gibt in Nordamerika zwei ähnliche Arten, die manchmal auch als Varietäten von Galium rotundifolium aufgefasst werden, nämlich:
- Galium circaezans Michx. var. circaezans[5] = Galium rotundifolium L. var. circaezans (Michx.) Kuntze
- Galium lanceolatum Torr.[5] = Galium rotundifolium L. var. lanceolatum (Torr.) Kuntze.